# مسجد أربعون أختران
مسجد أربعون أختران (بالفارسية: مسجد چهل اختران) هو مسجد تاريخي يعود إلى عصر القاجاريين ويقع في مقاطعة قم بإيران.